# Ulrico I di Neuchâtel
Ulrico I di Neuchâtel, conte di Neuchâtel (Cerlier, 1015/1020 – Neuchâtel, 1070), è stato un nobile e militare svizzero.

## Biografia
Già conte di Fénis, Ulrico I tenne residenza ad Erlach da dove controllava anche i domini di Neuchâtel. La contea era a quel tempo scarsamente popolata e come se non bastasse la stessa città di Neuchâtel era stata distrutta parzialmente da un incendio nel 1033 nell'ambito della guerra tra Ottone I di Vermandois e l'imperatore Corrado II il Salico. Tra le prime azioni Ulrico al governo di Neuchâtel vi sarà la ricostruzione della città dal 1036.
Come Ulrico sia giunto al possesso delle terre di Neuchâtel non è ancora oggi chiaro, ma esistono a tal proposito due ipotesi avanzate dagli storici. La prima sarebbe da ricercarsi in un ringraziamento concessogli dall'imperatore Corrado II il Salico per il suo aiuto nel 1034 contro Ottone I di Vermandois, donazione poi ampliata dal re di Francia con la concessione del villaggio di Valangin. Una seconda ipotesi vede invece un'assegnazione del territorio a Ulrico grazie alla potente influenza di suo fratello Bourcard di Asuel, vescovo di Bâle e personalità molto vicina all'imperatore Enrico IV.
Ciò che conta ad ogni modo è che Corrado il Salico affidò ad Ulrico il territorio innanzitutto per avere un controllo forte sull'area ed evitare che questa venisse riconquistata da Rodolfo III di Borgogna che, avendo per alleato Ottone I di Vermendois, tentò diverse incursioni per la ripresa del territorio.
Nel 1039 Ulrico I assistette con altri baroni della regione all'incoronazione di Enrico III a re dei Romani e quando questi divenne imperatore del Sacro Romano Impero nel 1046 non mancherà di confermare a Ulrico la donazione fattagli da Corrado II.

## Matrimonio e figli
Ulrico I si sposò con una donna di cui non ci è pervenuto il nome dalla quale ebbe i seguenti figli:
- Burcardo ("Burchardus von Fenis", c. 1040-12 aprile 1107), canonico di Eichstätt, ciambellano dell'Arcivescovo di Magonza ("camerarius archiepiscopi Moguntini") e poi Vescovo di Basilea dal 10 aprile 1072 al 1107. Nel 1083 fondò il primo monastero a Basilea, attorno al quale a partire dall'inizio del secolo successivo costru' il castello di Erlach. Fedele alla causa imperiale di Enrico IV, prese parte al Concilio di Worms nel gennaio del 1076 nella quale gli imperiali dichiareranno deposto papa Gregorio VII ed egli stesso sosterrà sempre il monarca durante la lotta per le investiture giungendo persino ad accompagnarlo a Canossa il 25 gennaio 1077 per la famosa richiesta di perdono al ponterice. Il 31 marzo 1084 prese parte all'incoronazione dell'imperatore e Enrico IV al trono del Sacro Romano Impero e fu in quel frangente che il sovrano gli confermò il possesso delle miniere d'argento in Brisgovia, della contea di Härkingen nel 1080, del castello di Ribeaupierre in Alsazia nel 1084 e dell'Abbazia di Pfäfers (Cantone San Gallo) nel 1095.
- Conone, ("Cono di Fenis"), (?-gennaio 1107), Vescovo di Losanna dal 1090/93 al 1103/07 con il nome di Conone di Fenis. Costruì l'Abbazia di San Giovanni Battista a Erlach, ma non essendo riuscito a completare il suo operato a causa della sua morte, sarà suo fratello ad assicurarsi la continuità dell'operato. Ricevette terre nella contea di Fenis, tra cui Erlach, l'Abbazia dell'isola di St. Jean ed il villaggio di Le Landeron.
- Manegoldo I di Neuchâtel, detto anche Manegoldo I di Fenis, fu il successore al dominio dei territori paterni.